# موتور حسن تاجیک
موتور حسن تاجیک یک منطقهٔ مسکونی در ایران است که در دهستان گلاشکرد واقع شده‌است. موتور حسن تاجیک ۶۸ نفر جمعیت دارد.